# Distretto di Haibowan
Il distretto di Haibowan (海勃湾区S, Hǎibówān QūP) è un distretto della Cina, appartenente alla regione autonoma della Mongolia Interna e amministrato dalla prefettura di Wuhai.